# Élections fédérales canadiennes de 1945
L'élection fédérale canadienne de 1945 se déroule le 11 juin 1945 afin d'élire les députés de la vingtième législature à la Chambre des communes du Canada. Il s'agit de la vingtième élection générale depuis la confédération canadienne de 1867. Le gouvernement libéral de William Lyon Mackenzie King est réélu pour un troisième mandat consécutif, mais minoritaire.

## Contexte
Cette élection fédérale est la première depuis la victoire électorale de la Fédération du Commonwealth coopératif lors de l'élection provinciale en Saskatchewan, et plusieurs prédisent une percée majeure pour la FCC au niveau fédéral. Certains s'attendent à ce que le parti remporte de 70 à 100 sièges, et même possiblement qu'il réussisse à former un gouvernement minoritaire. Malgré ces attentes élevées, le parti ne remporte que 28 sièges.
Pour défaire le FCC, dont la popularité menace le Parti libéral sur son flanc gauche, King estime qu'il faut offrir aux Canadiens une vie plus agréable que celle qu'ils ont connue au cours des années 1930. Se pose ainsi la question : comment éviter le retour aux conditions difficiles d'avant la Grande Guerre et d'après la Grande Dépression? King répond à cette question en adoptant une série de mesures sociales, qui allaient véritablement donner naissance à l'État Providence canadien. Les pouvoirs que l'État avait assumés pendant la Seconde Guerre mondiale, qu'Ottawa préservera jalousement par la suite, devaient ainsi fournir les ressources nécessaires à ce que les stratèges libéraux allaient appeler le « nouvel ordre social »
L'élection de 1945 est également la première fois que le Parti progressiste-conservateur se présente sous son nouveau nom. Le Parti conservateur avait changé son nom en 1942 lorsque l'ancien premier ministre du Manitoba et membre du Parti progressiste, John Bracken, a été élu chef. Le parti fait des gains par rapport à l'élection précédente, où il avait utilisé le nom de Gouvernement national pour la campagne, mais ne réussit tout de même pas à briser l'hégémonie libérale.
Un enjeu important de cette élection est l'élection d'un gouvernement stable. Les libéraux exhortent les Canadiens à reconduire au pouvoir le gouvernement de Mackenzie King, et affirment que seul le Parti libéral a « une prépondérance de membres dans les neuf provinces ». Mackenzie King menace de déclencher une nouvelle élection s'il ne reçoit pas un mandat majoritaire : « Nous serions aux prises avec la confusion à un moment où le monde se trouve dans un état très perturbé. La guerre en Europe est finie, mais les troubles dans l'est ne sont pas finis. »
Les progressistes-conservateurs essaient de tirer profit de la victoire électorale massive, en pleine campagne électorale fédérale, du Parti progressiste-conservateur de l'Ontario lors de l'élection générale ontarienne de 1945. Les publicités électorales du parti exhortent les électeurs à se rallier au parti : « L'Ontario le prouve ! Seul Bracken peut l'emporter ! ». Ils affirment qu'il sera impossible de former un gouvernement majoritaire sans une majorité de sièges en Ontario, que seuls les tories peuvent remporter. À la fin, les libéraux sont à quelques sièges d'un réel gouvernement majoritaire, même en remportant 34 sièges en Ontario (les progressistes-conservateurs en ont 48) ; toutefois, King peut compter sur huit libéraux indépendants pour appuyer le gouvernement.
Les programmes sociaux sont également un enjeu important de la campagne électorale. Un autre slogan libéral encourage les Canadiens à « instaurer un nouvel ordre social » en appuyant la plateforme du Parti libéral, qui prévoit :
- 750 millions $ pour des terres, des emplois et des subventions d'entreprise aux anciens combattants ;
- 400 millions $ de dépenses publiques pour construire des logements ;
- 250 millions $ pour des allocations familiales ;
- l'établissement d'une Banque de développement industriel ;
- des prêts pour les agriculteurs ainsi que des prix planchers pour les produits de l'agriculture ;
- des réductions d'impôts.

Faisant campagne avec le slogan « Travail, sécurité, et liberté pour tous — avec la FCC », la FCC promet de garder les impôts de temps de guerre pour les personnes à revenu élevé et les profits excessifs afin de financer les services sociaux, et d'abolir le Sénat du Canada. La FCC se bat pour empêcher que l'appui du mouvement ouvrier soit accordé au Parti ouvrier progressiste (c'est-à-dire, le Parti communiste du Canada).
Le Parti travailliste-progressiste, quant à lui, fait valoir que le refus de la FCC de conclure un pacte électoral avec eux a enlevé 100 000 voix à la FCC lors de l'élection ontarienne, et avait conduit à la victoire des progressistes-conservateurs en Ontario. Il exhorte les électeurs à faire du mouvement ouvrier « un partenaire au gouvernement ».
Le Parti du Crédit social du Canada tente, avec un succès modeste, de tirer profit de la perception positive du gouvernement créditiste albertain de William Aberhart en utilisant le slogan « Un bon gouvernement en Alberta — pourquoi pas à Ottawa ? ». En référence aux théories monétaires du crédit social, il encourage les électeurs à « voter pour le dividende national ».

## Résultats

### Dans le pays
|                                                                                |                                       |                                       |                     |        |        |         |               |         |          |
| Parti                                                                          | Parti                                 | Chef                                  | Nombre de candidats | Sièges | Sièges | Sièges  | Voix          | Voix    | Voix     |
| Parti                                                                          | Parti                                 | Chef                                  | Nombre de candidats | 1940   | Élus   | % Diff. | Nombre absolu | %       | % Diff.  |
|                                                                                | Libéral                               | Mackenzie King                        | 236                 | 177    | 118    | -33,9 % | 2 086 545     | 39,78 % | -11,54 % |
|                                                                                | Progressiste-conservateur             | John Bracken                          | 203                 | 39     | 66     | +66,7 % | 1 448 744     | 27,62 % | -2,79 %  |
|                                                                                | Commonwealth cooperative              | M. J. Coldwell                        | 205                 | 8      | 28     | +250 %  | 815 720       | 15,55 % | +7,31 %  |
|                                                                                | Crédit social                         | Solon Low                             | 93                  | 10     | 13     | +30,0 % | 212 220       | 4,05 %  | +1,46 %  |
|                                                                                | Libéral indépendant                   | Libéral indépendant                   | 20                  | 2      | 8      | +300 %  | 93 791        | 1,79 %  | -1,40 %  |
|                                                                                | Indépendant                           | Indépendant                           | 64                  | 1      | 6      | +500 %  | 256 381       | 4,89 %  | +3,65 %  |
|                                                                                | Bloc populaire canadien               | Maxime Raymond                        | 35                  | *      | 2      | *       | 172 765       | 3,29 %  | *        |
|                                                                                | Ouvrier progressiste                  | Tim Buck                              | 68                  | -      | 1      |         | 111 892       | 2,13 %  | +1,94 %  |
|                                                                                | Progressiste-conservateur indépendant | Progressiste-conservateur indépendant | 8                   | *      | 1      | *       | 14 541        | 0,28 %  | *        |
|                                                                                | FCC indépendant                       | FCC indépendant                       | 2                   | *      | 1      | *       | 6 402         | 0,12 %  | *        |
|                                                                                | Libéral-progressiste                  |                                       | 1                   | 3      | 1      | -66,7 % | 6 147         | 0,12 %  | -0,48 %  |
|                                                                                | Gouvernement national                 |                                       | 1                   |        | -      |         | 4 872         | 0,09 %  |          |
|                                                                                | Trades Union                          |                                       | 1                   | *      | -      | *       | 4 679         | 0,09 %  | *        |
|                                                                                | Farmer-Labour                         |                                       | 2                   | -      | -      | -       | 3 620         | 0,07 %  | -0,11 %  |
|                                                                                | Conservateur indépendant              | Conservateur indépendant              | 1                   | -      | -      | -100 %  | 2 653         | 0,05 %  | -0,18 %  |
|                                                                                | Démocratique                          | W.R.N. Smith                          | 5                   | *      | -      | *       | 2 603         | 0,05 %  | *        |
|                                                                                | Union des électeurs                   |                                       | 1                   | *      | -      | *       | 596           | 0,01 %  | *        |
|                                                                                | Socialiste-travailliste               |                                       | 2                   | *      | -      | *       | 459           | 0,01 %  | *        |
|                                                                                | Travailliste                          |                                       | 1                   | -      | -      | -       | 423           | 0,01 %  | -0,07 %  |
|                                                                                | Libéral-travailliste                  |                                       | 1                   | *      | -      | *       | 345           | 0,01 %  | *        |
|                                                                                | Travailliste indépendant              | Travailliste indépendant              | 1                   | *      | -      | *       | 241           | x       | *        |
|                                                                                | Inconnu                               | Inconnu                               | 1                   | -      | -      | -       | 70            | x       | x        |
| Total                                                                          | Total                                 | Total                                 | 952                 | 243    | 245    | -       | 5 245 709     | 100 %   |          |
| Sources: http://www.elections.ca — Historique des circonscriptions depuis 1867 |                                       |                                       |                     |        |        |         |               |         |          |

Notes :
- * : n'a pas présenté de candidats lors de l'élection précédente
- x : moins de 0,005 % des voix

### Par province
| Parti                                 | Parti                     | Parti        | C-B  | AB   | SK   | MB   | ON   | QC   | N-B  | N-É  | ÎPE  | YK   | Total |
| ------------------------------------- | ------------------------- | ------------ | ---- | ---- | ---- | ---- | ---- | ---- | ---- | ---- | ---- | ---- | ----- |
|                                       | Libéral                   | Sièges :     | 5    | 2    | 2    | 9    | 34   | 47   | 7    | 9    | 3    |      | 118   |
|                                       | Libéral                   | Voix (%) :   | 27,5 | 21,8 | 33,0 | 32,7 | 40,8 | 46,5 | 50,0 | 45,7 | 48,4 |      | 39,8  |
|                                       | Progressiste-conservateur | Sièges :     | 5    | 2    | 1    | 2    | 48   | 1    | 3    | 2    | 1    | 1    | 66    |
|                                       | Progressiste-conservateur | Voix (%) :   | 30,0 | 18,7 | 18,8 | 24,9 | 41,4 | 9,7  | 38,3 | 36,8 | 47,4 | 40,0 | 27,6  |
|                                       | Co-operative Commonwealth | Sièges :     | 4    | -    | 18   | 5    | -    | -    | -    | 1    | -    | -    | 28    |
|                                       | Co-operative Commonwealth | Voix (%) :   | 29,4 | 18,4 | 44,4 | 31,6 | 14,3 | 2,4  | 7,4  | 16,7 | 4,2  | 27,5 | 15,6  |
|                                       | Crédit social             | Sièges :     | -    | 13   | -    | -    | -    | -    |      |      |      |      | 13    |
|                                       | Crédit social             | Voix (%) :   | 2,3  | 36,6 | 3,0  | 3,2  | 0,2  | 4,4  |      |      |      |      | 4,0   |
|                                       | Libéral indépendant       | Sièges :     | 1    |      |      |      |      | 7    | -    |      |      |      | 8     |
|                                       | Libéral indépendant       | Voix (%) :   | 1,7  |      |      |      |      | 5,9  | 1,1  |      |      |      | 1,8   |
|                                       | Indépendant               | Sièges :     |      |      |      | -    | -    | 6    | -    | -    |      |      | 6     |
|                                       | Indépendant               | Voix (%) :   |      |      |      | 0,8  | 0,4  | 16,9 | 3,2  | 0,2  |      |      | 4,9   |
|                                       | Bloc populaire            | Sièges :     |      |      |      |      | -    | 2    |      |      |      |      | 2     |
|                                       | Bloc populaire            | Voix (%) :   |      |      |      |      | 0,3  | 11,9 |      |      |      |      | 3,3   |
|                                       | Ouvrier progressiste      | Sièges :     | -    | -    | -    | -    | -    | 1    |      | -    |      | -    | 1     |
|                                       | Ouvrier progressiste      | Voix (%) :   | 5,9  | 4,5  | 0,8  | 5,0  | 2,0  | 1,0  |      | 0,6  |      | 32,4 | 2,1   |
|                                       | PC indépendant            | Sièges :     |      |      |      |      | -    | 1    |      |      |      |      | 1     |
|                                       | PC indépendant            | Voix (%) :   |      |      |      |      | xx   | 1,0  |      |      |      |      | 0,3   |
|                                       | FCC indépendant           | Sièges :     | 1    |      |      |      |      | -    |      |      |      |      | 1     |
|                                       | FCC indépendant           | Voix (%) :   | 1,4  |      |      |      |      | xx   |      |      |      |      | 0,1   |
|                                       | Libéral-progressiste      | Sièges :     |      |      |      | 1    |      |      |      |      |      |      | 1     |
|                                       | Libéral-progressiste      | Voix (%) :   |      |      |      | 1,9  |      |      |      |      |      |      | 0,1   |
| Total sièges                          | Total sièges              | Total sièges | 16   | 17   | 21   | 17   | 82   | 65   | 10   | 12   | 4    | 1    | 245   |
| Partis n'ayant remporté aucun siège : |                           |              |      |      |      |      |      |      |      |      |      |      |       |
|                                       | Gouvernement national     | Voix (%) :   |      |      |      |      | 0,3  |      |      |      |      |      | 0,1   |
|                                       | Trades Union              | Voix (%) :   | 1,1  |      |      |      |      |      |      |      |      |      | 0,1   |
|                                       | Farmer-Labour             | Voix (%) :   |      |      |      |      | 0,2  |      |      |      |      |      | 0,1   |
|                                       | Conservateur indépendant  | Voix (%) :   |      |      |      |      |      | 0,2  |      |      |      |      | 0,1   |
|                                       | Démocratique              | Voix (%) :   | 0,6  |      |      |      |      |      |      |      |      |      | xx    |
|                                       | Union des électeurs       | Voix (%) :   |      |      |      |      |      | xx   |      |      |      |      | xx    |
|                                       | Socialiste-travailliste   | Voix (%) :   | 0,1  |      |      |      |      |      |      |      |      |      | xx    |
|                                       | Travailliste              | Voix (%) :   |      |      |      |      |      | xx   |      |      |      |      | xx    |
|                                       | Liberal-travailliste      | Voix (%) :   |      |      |      |      |      | xx   |      |      |      |      | xx    |
|                                       | Travailliste indépendant  | Voix (%) :   |      |      |      |      | 0,1  |      |      |      |      |      | xx    |
|                                       | Inconnu                   | Voix (%) :   |      |      |      |      |      | xx   |      |      |      |      | xx    |

xx - moins de 0,05 % des voix